# Dédé, à travers les brumes
Pour plus de détails, voir Fiche technique et Distribution.
Dédé, à travers les brumes est un film dramatique biographique québécois réalisé par Jean-Philippe Duval et qui est sorti en salle le 13 mars 2009. Il relate la vie du chanteur du groupe de musique Les Colocs, André Fortin, interprété par Sébastien Ricard.

## Synopsis
Dans la blancheur de la campagne québécoise, à Saint-Étienne-de-Bolton dans l'Estrie, Dédé Fortin et ses Colocs se retirent pour composer ce qui deviendra leur plus célèbre, mais également leur dernier album, Dehors novembre. Durant presque un an, Dédé y compose et écrit ses chansons, la majorité du temps seul, oscillant entre moments de création et périodes d'angoisse plus profonde. Le chanteur y fait en quelque sorte le bilan de sa vie et revisite certains pans de son passé qui viennent parfois le hanter, parfois l'inspirer. 
Articulé autour de cette double trame chronologique, où le passé et le présent du chanteur s'entrecroisent, le film nous fait assister à la fois à la naissance de cet artiste important pour la chanson québécoise, mais aussi à sa lente descente en lui-même qui le mènera à son suicide, au mois de mai de l'an 2000.

## Fiche technique
Source : IMDb et Films du Québec
- Titre : Dédé, à travers les brumes
- Réalisateur : Jean-Philippe Duval
- Scénario : Jean-Philippe Duval
- Musique : Les Colocs, Éloi Painchaud
- Direction artistique : David Pelletier
- Costumes : Judy Jonker
- Maquillage : Nathalie Trépanier
- Coiffure : Marie-Lyne Normandin
- Photographie : Jean-Pierre Trudel
- Son : Gilles Corbeil, Luc Boudrias, Marcel Pothier, Guy Pelletier, François Arbour
- Montage : Alain Baril
- Animation : Julien Demers-Arsenault
- Distribution des rôles : Lucie Robitaille
- Production : Roger Frappier, Luc Vandal
- Société de production : Max Films, Zone 3
- Sociétés de distribution : TVA Films
- Budget : 7,1 millions $ CA
- Pays de production :  Canada
- Langue originale : français
- Format : couleur
- Genre : drame biographique
- Durée : 139 minutes, 145 minutes (version intégrale)
- Dates de sortie :
  - Canada : 13 mars 2009 (sortie en salle au Québec)

## Distribution
- Sébastien Ricard : André « Dédé » Fortin
- Joseph Mesiano :  Mike Sawatzky
- Dimitri Storoge : Patrick Esposito Di Napoli
- Bénédicte Décary (en) : Nicole Bélanger
- David Quertigniez : André Vanderbiest
- Claudia Ferri : Cha Cha
- Mélissa Désormeaux-Poulin : Sophie
- Louis Saïa : Raymond Paquin, l'agent de Dédé
- Yan Rompré : Serge (Mononc' Serge)
- Jonathan Charbonneau : Jimmy Bourgoing
- Mathieu Handfield : Éric, ami de Dédé
- Marie-Laurence Moreau : Sélanie
- Isabelle Brouillette : Lise, attachée de presse
- Luc Senay : professeur de cinéma
- Alexandre L'Heureux : Normando, directeur de tournée
- Pierre-Yves Cardinal : Jean
- Élage Diouf : lui-même
- Karim Diouf : lui-même
- Ève Landry : copine de Pat
- Denis Larocque : St-Onge, producteur
- Julie Carrier-Prévost : blonde de Mike
- Reynald Bouchard : le père de Dédé
- Salomé Corbo : journaliste de Québec

## Musique
Le film comprend une vingtaine de chansons originales du groupe Les Colocs, chantées par Sébastien Ricard. Les réarrangements sont faits par Éloi Painchaud et le mixage par François Arbour,.

## Box-office
| Week-end du        | Québec | Québec    | Québec    |
| Week-end du        | Place  | Recettes  | Cumul     |
| ------------------ | ------ | --------- | --------- |
| 13 au 15 mars 2009 | 1re    | 355 895 $ | 355 895 $ |
| 20 au 22 mars 2009 |        |           |           |